# Куне (породица)
Куне или кунолике звери (лат. Mustelidae) су породица сисара која припада подреду псолике звери (Caniformia) унутар реда звери (Carnivora). Породица куна је највећа и најразноликија породица унутар реда звери. Интерна класификација је спорна, а према различитим предлозима број потпородица на које се може поделити породица се креће од две (најстарије класификације) до осам (најновије класификације).

## Карактеристике
Различите врсте које припадају породици куна се међусобно разликују много више него што је то случај код осталих породица из реда звери. Ипак, оне имају неке заједничке карактеристике. По правилу су мале животиње са кратким ногама, кратким и округлим ушима и густим крзном. Углавном су солитарне (самотњачке) и ноћне животиње које су активне током целе године.
Са изузетком морске видре, имају аналне мирисне жлезде, које производе секрет јаког мириса, које животиње користе за слање сексуалних мирисних сигнала и означавање територије.
При репродукцији код већине врста присутна је ембрионална диапауза, у којој се оплођена јајна ћелија смешта у материцу неколико месеци након оплодње. Ембрион се не развија, пре него што се причврсти уз зид материце. Последица је да је скотност (бременитост) продужена и траје до једне године. Захваљујући чему се младунци рађају у тренутку када су временске прилике најповољније.
Врсте које припадају породици куна се углавном хране месом, а неке врсте повремено једу и храну биљног порекла.

## Класификација
Породица куна се може поделити на 5 потпородица, које се даље деле на родове:
- Потпородица видре (Lutrinae)
  - Род азијске патуљасте видре (Amblonyx)
    - Азијска патуљаста видра (Amblonyx cinerea)[7]

  - Род Aonyx
    - Афричка видра без канџи (Aonyx capensis)
    - Конгоанска видра без канџи (Aonyx congicus)

  - Род морске видре (Enhydra)
    - Морска видра (Enhydra lutris)

  - Род белогрле видре (Hydrictis)
    - Белогрла видра или пегава видра (Hydrictis maculicollis)

  - Род Lontra
    - Канадска речна видра или северна речна видра или северноамеричка речна видра (Lontra canadensis)
    - Јужна речна видра или јужноамеричка речна видра или јужна видра (Lontra provocax)
    - Неотропска видра или неотропска речна видра (Lontra longicaudis)
    - Обалска видра или видра мачка (Lontra felina)

  - Род видре (Lutra)
    - Видра или обична видра или европска видра (Lutra lutra)
    - Суматранска видра или длакава видра (Lutra sumatrana)
    - Јапанска видра (Lutra nippon) †

  - Род глатке индијске видре (Lutrogale)
    - Глатка индијска видра или глатка видра (Lutrogale perspicillata)

  - Род дивовске видре (Pteronura)
    - Дивовска видра или џиновска видра (Pteronura brasiliensis)
- Потпородица јазавци (Melinae)
  - Род јазавци (Meles)
    - Јазавац или европски јазавац (Meles meles)
    - Азијски јазавац (Meles leucurus)
    - Јапански јазавац (Meles anakuma)

  - Род твор јазавци (Melogale)
    - Борнејски твор јазавац или Еверетов твор јазавац (Melogale everetti)
    - Кинески твор јазавац (Melogale moschata)
    - Јавански твор јазавац (Melogale orientalis)
    - Бурмански твор јазавац (Melogale personata)
    - Вијетнамски твор јазавац (Melogale cucphuongensis)
- Потпородица јазавци медоједи (Mellivorinae)
  - Род јазавци медоједи (Mellivora)
    - Јазавац медојед или медојед или афрички јазавац (Mellivora capensis)
- Потпородица амерички јазавци (Taxidiinae)
  - Род амерички јазавци (Taxidea)
    - Амерички јазавац (Taxidea taxus)
- Потпородица куне (Mustelinae)
  - Род свињски јазавци (Arctonyx)
    - Свињски јазавац (Arctonyx collaris)

  - Род тајре (Eira)
    - Тајра (Eira barbara)

  - Род гризони (Galictis)
    - Мали гризон (Galictis cuja)
    - Велики гризон (Galictis vittata)

  - Род ждеравци (Gulo)
    - Ждеравац (Gulo gulo)

  - Род афрички пругасти творови (Ictonyx)
    - Северноафрички пругасти твор (Ictonyx libycus)
    - Афрички пругасти твор (Ictonyx striatus)

  - Род патагонијске ласице (Lyncodon)
    - Патагонијска ласица (Lyncodon patagonicus)

  - Род куне (Martes)
    - Америчка куна (Martes americana)
    - Жутогрла куна (Martes flavigula)
    - Куна белица (Martes foina)
    - Нилгиријска куна (Martes gwatkinsii)
    - Куна златица (Martes martes)
    - Јапанска куна (Martes melampus)
    - Куна риболовац (Martes pennanti)
    - Самур (Martes zibellina)

  - Род ласице (Mustela)
    - Амазонска ласица (Mustela africana)
    - Планинска ласица или солонгој (Mustela altaica)
    - Велика ласица или хермелин (Mustela erminea)
    - Степски твор (Mustela eversmannii)
    - Колумбијска ласица (Mustela felipei)
    - Дугорепа ласица (Mustela frenata)
    - Јапанска ласица или итатси (Mustela itatsi)
    - Жутотрба ласица или индијски солонгој (Mustela kathiah)
    - Европски визон или европски нерц или европска видрица (Mustela lutreola)
    - Индонезијска планинска ласица (Mustela lutreolina)
    - Црноноги твор или северноамерички црноноги твор (Mustela nigripes)
    - Мала ласица или риђа ласица (Mustela nivalis)
    - Малезијска ласица (Mustela nudipes)
    - Твор (Mustela putorius)
    - Сибирска ласица (Mustela sibirica)
    - Белопруга ласица или пругаста ласица (Mustela strigidorsa)
    - Египатска ласица (Mustela subpalmata)

  - Род афричке пругасте ласице (Poecilogale)
    - Афричка пругаста ласица (Poecilogale albinucha)

  - Род неовизони (Neovison)
    - Амерички визон или амерички нерц или америчка видрица (Neovison vison)
    - Морски визон или морски нерц или морска видрица (Neovison macrodon) †

  - Род шарени творови (Vormela)
    - Шарени твор (Vormela peregusna)